# له اوتور، کبک
له اوتور (به فرانسوی: Les Hauteurs) شهری در منطقه شهری لا میتیس ناحیه با-سن-لوران در استان کبک کانادا است. در سرشماری سال ۲۰۱۱ این شهر ۵۷۰ نفر جمعیت داشته‌است و مساحت آن ۱۰۵٫۴۱ کیلومتر مربع است.